# Балагани (Вікуловський район)
Балага́ни (рос. Балаганы) — село у складі Вікуловського району Тюменської області, Росія.
Населення — 598 осіб (2010, 670 у 2002).
Національний склад станом на 2002 рік:
- росіяни — 96 %